# Jaszczurki

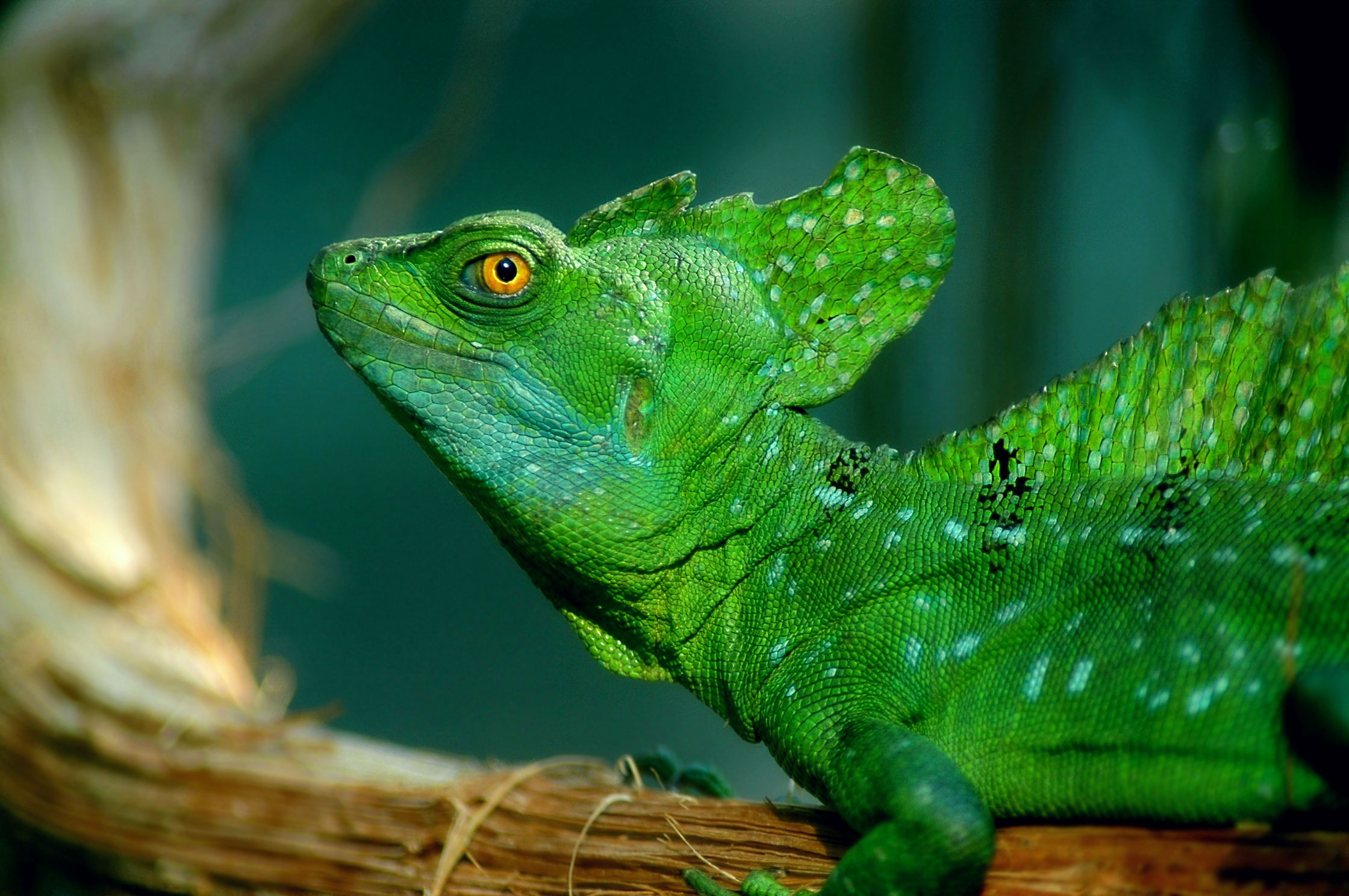
Bazyliszek płatkogłowy (Basiliscus plumifrons)

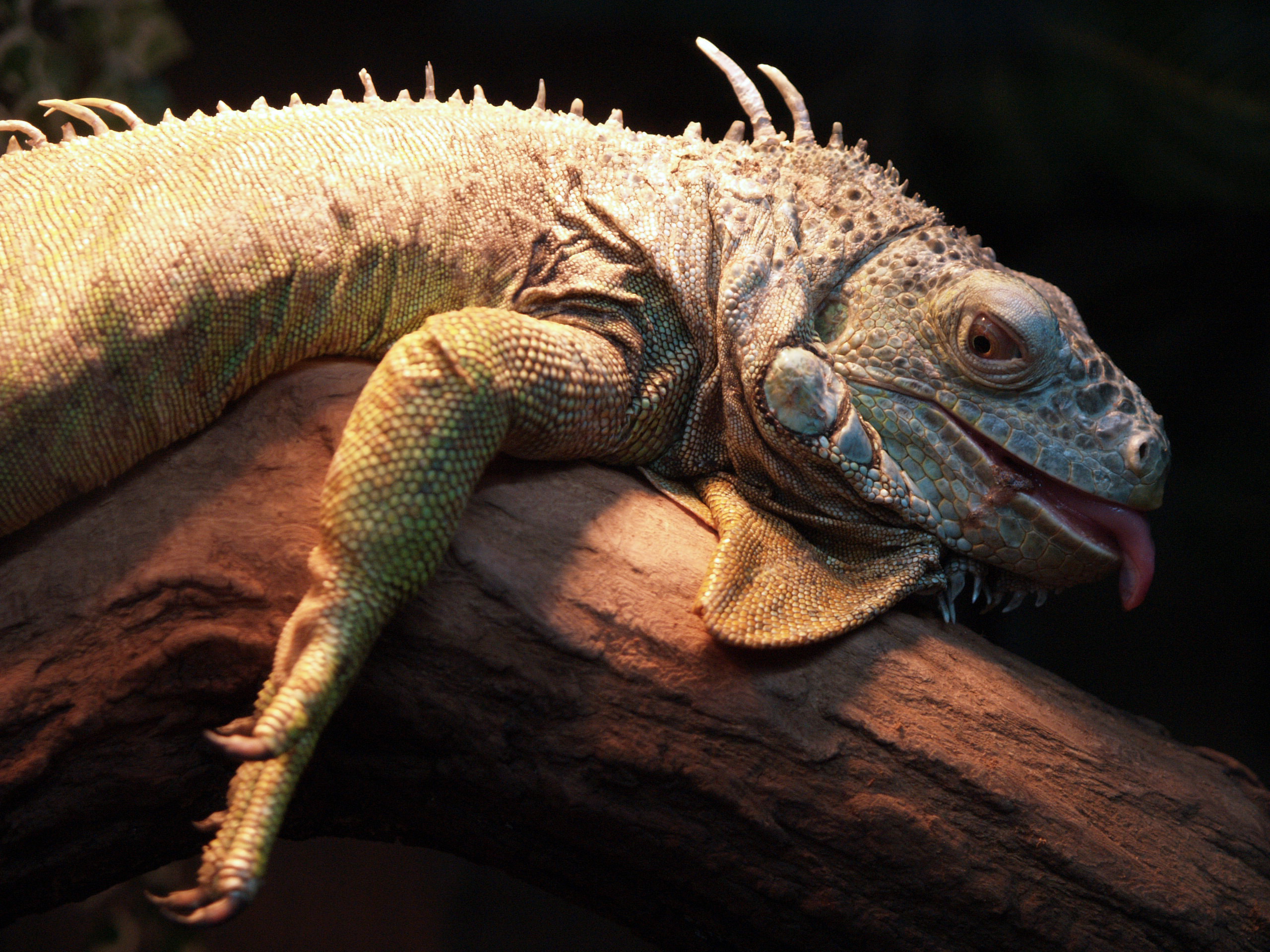
Legwan zielony, przedstawiciel legwanów

Jaszczurki (Lacertilia, dawniej Sauria) – grupa gadów łuskonośnych obejmująca czworonożne lub beznogie zwierzęta lądowe o wydłużonym ciele, oczach wyposażonych w powieki, mocnych szczękach i diapsydalnej czaszce. Występują na wszystkich kontynentach poza Antarktydą oraz na wielu wyspach oceanicznych. Są najliczniejszą grupą gadów obejmującą ponad 7700 gatunków.

## Taksonomia
W tradycyjnym rozumieniu grupa ta obejmuje wszystkie łuskonośne (Squamata) nienależące do węży ani do amfisben. Tak definiowane jaszczurki są taksonem parafiletycznym, ponieważ nie obejmują tych dwóch ostatnich grup, lecz obejmują ich przodków. Będąc grupą parafiletyczną, nie są wyróżniane w niektórych nowszych klasyfikacjach, m.in. w klasyfikacji ITIS.

## Opis
Typowa jaszczurka ma wydłużone ciało, zakończone różnie wykształconym ogonem. Autotomia (odrzucenie i regeneracja) ogona w różnym stopniu rozwinięta z wyjątkiem: waranów, agam, kameleonów, heloderm i niektórych legwanów. Kończyny pięciopalczaste, dobrze wykształcone jednak u wielu gatunków istnieje tendencja do redukcji kończyn. Kości żuchwy mocno zrośnięte, wobec czego mogą miażdżyć pokarm. Wszystkie uzębione o osadzeniu akro- i pleurodontycznym (patrz gady). Brzuszna strona pokryta kilkoma wzdłużnymi rzędami tarczek lub łusek. Większość gatunków jest jajorodna. Liczba jaj w złożeniu jest zależna od gatunku oraz od rozmiaru i kondycji fizycznej samicy. Helodermowate są jadowite.
RozmiaryDługość od 13,5 mm do ok. 3,5 m
Masa ciała do 150 kg.
Na terenie Polski żyje pięć gatunków jaszczurek:
- jaszczurka zwinka
- jaszczurka żyworodna
- padalec zwyczajny (jaszczurka beznoga)
- padalec kolchidzki (dawniej uznawany za podgatunek padalca zwyczajnego)[6]
- murówka zwyczajna

Na obszarze Polski najliczniej występuje jaszczurka zwinka, jaszczurka zielona była obserwowana w Polsce jedynie kilkukrotnie i najprawdopodobniej wyginęła na terenie kraju. W 2011 zaobserwowano kilka siedlisk murówki zwyczajnej na terenie kamieniołomów w Strzelinie.

## Anatomia

### Układ szkieletowy
Jaszczurki mają żebra na całej długości kręgosłupa piersiowego i brzusznego, co powoduje iż klatka piersiowa jest stosunkowo niewielka. U jaszczurek, podobnie jak u wszystkich gadów, występuje pojedynczy kłykieć potyliczny. Na autotomię ogona pozwalają chrzęstne połączenia kręgów ogonowych, które mają obniżoną wytrzymałość w stosunku do reszty kręgosłupa.

### Układ krwionośny
Jaszczurki mają serce o dwóch przedsionkach i jednej komorze, podzielonej niepełną przegrodą. Przegroda ta mimo wszystko precyzyjnie kieruje krew nienatlenowaną do pnia płucnego, a krew natlenowaną do obiegu dużego dzięki odpowiednio ukierunkowanym skurczom serca. W dodatku tętnice kurczą się w różnym czasie, co kieruje przepływ krwi pomiędzy gąbczaste pakiety mięśni formujące większą część komory serca. Aorta dzieli się na dwa łuki, prawy i lewy, które otaczając serce łączą się z powrotem  pojedynczą tętnicę główną.
U jaszczurek występuje ponadto nerkowy układ wrotny, który w zależności od potrzeb potrafi skierować żylną krew z tylnych kończyn i ogona do nerek. Mechanizm ten pozwala usunąć nadmiar wody z organizmu.

### Układ oddechowy
W płucach jaszczurek nie ma oskrzelików. Zamiast tego oskrzela otwierają się bezpośrednio do jamy płuca pokrytej wewnętrznymi fałdami zaopatrzonymi w liczne woreczki zwiększające powierzchnię wymiany gazowej. U bardziej zaawansowanych ewolucyjnie gatunków płuca podzielone są na komory poprzez kilka dużych przegród. Wentylacja płuca zachodzi natomiast dzięki skurczom mięśni międzyżebrowych, gdyż jaszczurki nie mają przepony. U niektórych gatunków jedynie wyższa część płuca zapewnia wymianę gazową, kiedy to dolna spełnia role worków powietrznych występujących u ptaków. Niektóre gatunki potrafią też na pewien czas wykorzystać mechanizm oddychania beztlenowego.

#### Układ nerwowy
Jaszczurki mają typowy dla gadów mózg o bardziej rozwiniętej korze mózgowej i móżdżku w stosunku do płazów. Jego waga nie przekracza jednak 1% masy ciała. Mają 12 par nerwów czaszkowych. Rdzeń kręgowy w odróżnieniu od ssaków rozciąga się aż do końcówki ogona.

## Systematyka
Tradycyjnie jaszczurki klasyfikowane są w randze podrzędu Lacertilia. Nie jest to jednak klasyfikacja powszechnie akceptowana. Istnieją tendencje do podziału grupy według linii ewolucyjnych. Poniżej przedstawiono klasyfikację biologiczną prezentowaną przez ITIS:
Podrząd Autarchoglossa
- Alopoglossidae
- Anguidae – padalcowate
- Anniellidae – jaszczurki pierścieniowate
- Cordylidae – szyszkowcowate
- Gerrhosauridae – tarczowcowate
- Gymnophthalmidae – okularkowate
- Helodermatidae – helodermowate
- Lacertidae – jaszczurkowate
- Lanthanotidae – głuchoniowate
- Scincidae – scynkowate
- Shinisauridae – jedynym żyjącym przedstawicielem jest jaszczurka krokodylowata
- Teiidae – tejowate
- Varanidae – waranowate
- Xantusiidae – nocówkowate
- Xenosauridae – guzowcowate

Podrząd Gekkota
- Carphodactylidae
- Diplodactylidae
- Eublepharidae – eublefary
- Gekkonidae – gekonowate
- Phyllodactylidae
- Pygopodidae – płatonogowate
- Sphaerodactylidae

Podrząd Iguania
- Agamidae – agamowate
- Chamaeleonidae – kameleonowate
- Corytophanidae – hełmogwanowate
- Crotaphytidae – obróżkogwanowate
- Hoplocercidae
- Iguanidae – legwanowate
- Leiocephalidae
- Leiosauridae
- Liolaemidae
- Opluridae – madagaskarkowate
- Phrynosomatidae – frynosomowate
- Polychrotidae – długonogwanowate
- Tropiduridae – lawanikowate